# Mordella humeralis humeralis
Mordella humeralis humeralis és una subespècie de coleòpter de la família Mordellidae que habita a Austràlia.